# Lacroix-Barrez

Lacroix-Barrez este o comună în departamentul Aveyron din sudul Franței. În 1 ianuarie 2022 avea o populație de 531 de locuitori.